# Tetrachondra hamiltonii
Tetrachondra hamiltonii polugrm je iz porodice Tetrachondraceae, jedna od dvije vrste u rodu Tetrachondra; novozelandski je endem sa Sjevernog i Južnog otoka.
Opisana je u Hooker's Icones Plantarum 23: t. 2250. 1892.

## Opis
Višegodišnja niska zeljasta biljka. Stabljika mesnata, listovi nasuprotni, široko jajoliki do obrnuto-duguljasti. Cvjetovi (prljavobijeli do zelenkastobijeli) i plodovi se mogu naći tijekom cijele godine. Broj kromosoma: 2n = 72.

## Stanište
Obično je hidrofit, ali se povremeno nalazi u brdima (nemočvarnim područjima).

## Sinonimi
- Tillaea hamiltonii Kirk ex W.S.Ham.; Trans. & Proc. New Zealand Inst. 17: 292 (1885.)